# Phòng hỏa trường thành
Phòng hỏa trường thành (Giản thể: 防火长城; Phồn thể: 防火長城; Bính âm: Changcheng fánghuǒ) hay Vạn Lý Tường Lửa (Great Firewall), thường được gọi là Tường (墻; "bức tường") là một thuật ngữ với ý nghĩa mỉa mai, được cho là đã được mệnh danh trong một bài báo của tạp chí Wired vào năm 1997 và được sử dụng bởi phương tiện truyền thông quốc tế, bao gồm cả Trung Quốc, để đề cập đến luật lệ và các dự án được khởi xướng bởi chính phủ Trung Quốc (được điều khiển bởi Đảng Cộng sản Trung Quốc) nhằm cố gắng để kiểm soát Internet tại Trung Quốc. Nó là công cụ chính để đạt được sự kiểm duyệt Internet ở đó. Các quy định bao gồm hình sự hóa một số phát biểu và hoạt động trực tuyến, ngăn chặn không cho vào một số trang mạng được lựa chọn, và lọc các từ khóa tìm kiếm từ máy tính đặt tại Trung Quốc đại lục.